# マンスール・チャーヴォシー
マンスール・チャーヴォシー（ペルシア語: منصور چاوشی、英語: Mansour Chavoshi）は、イランの外交官、大使。2012年から2016年にかけて、在朝鮮民主主義人民共和国イラン大使を務めていた。